# CMMG Mk 45 Guard
CMMG Mk 45 Guard là một khẩu carbine .45 ACP do CMMG phát triển. Vũ khí này là dẫn xuất của M16 và sử dụng hình thức nạp đạn bằng phản lực bắn.